# Karl von Waldburg-Zeil
Karl von Waldburg-Zeil, dal 1885 noto come Karl von Waldburg-Syrgenstein (Isny im Allgäu, 18 dicembre 1841 – Heimenkirch, 30 gennaio 1890), è stato un nobile ed esploratore tedesco.

## Biografia

### I primi anni, gli studi e la carriera militare
Karl era il figlio terzogenito del principe Constantin von Waldburg-Zeil (1807 - 1862) e di sua moglie, la contessa Maximiliane von Quadt-Isny (1813 - 1874). Suo fratello maggiore era il principe Wilhelm von Waldburg-Zeil.
Ricevette la sua prima educazione nella scuola fondata dal padre a Neutrauchburg assieme ad altri figli della nobiltà e dell'alta borghesia dell'epoca. Continuò quindi i suoi studi presso il collegio gesuitico Stella Matutina a Feldkirch. Suo padre tentò di avviarlo alla carriera del sacerdozio, ma non vi riuscì dal momento che sin da giovane Karl sviluppò una forte opinione politica liberale che lo portò ad allontanarsi gradualmente dalla chiesa cattolica. Probabilmente sul suo pensiero influirono le lezioni ricevute a Lipsia dallo storico Heinrich Wuttke sulla Rivoluzione francese, e fu probabilmente proprio quest'ultimo ad avviarlo alla carriera dell'esplorazione e allo studio di culture altre dalla propria.
Ad ogni modo, Karl iniziò ad appassionarsi alla silvicoltura e la studiò ad Hohenheim ed a Tharandt, acquisendo conoscenze scientifiche che poi gli risulteranno utili nel corso dei suoi viaggi. Dopo alcuni semestri all'Università di Lipsia, ad ogni modo, decise di intraprendere la carriera militare. Sino al 1870-1871 fu tenente del 2º battaglione di fanteria del Württemberg e infine divenne capitano della Guardia del Palazzo Reale di Stoccarda. Nel 1888 si ritirò dal servizio militare col grado di maggiore.

### Le spedizioni

#### Svalbard
Già nell'agosto 1865 il cartografo di Gotha August Petermann aveva organizzato una prima spedizione composta da personale tedesco al Polo Nord. Lo scopo di questo viaggio di importanza nazionale era l'acquisizione di nuove conoscenze geografiche e scientifiche su un'area ancora poco mappata. Il primo viaggio di ricerca venne comandato dal capitano Karl Koldewey ed ebbe inizio nel 1868, ma a causa di difficoltà impreviste si concluse quasi senza risultati. Un altro viaggio, finanziato dal "Bremen Polar Club", venne effettuato nel 1869-1870, ed ebbe molto più successo. Sulla scia di questi buoni risultati, nel 1870 Karl von Waldburg-Zeil decise di intraprendere una spedizione organizzata a sue spese per raggiungere lo Spitsbergen. Il viaggio si svolse in compagnia di Theodor von Heuglin che già era un noto esploratore dell'Africa. Waldburg-Zeil e von Heuglin visitarono principalmente la parte orientale dello Spitsbergen, mappandola a livello topografico e nautico, analizzando il terreno e raccogliendo anche notevoli informazioni sulle correnti e sul ghiaccio di quell'area del Mare del Nord. Un arcipelago a Freemansund, tra le isole di Edgeøya e Barentsøya, venne nominato Zeiløyane in suo onore.

#### Yenisei
Negli anni successivi alla guerra franco-prussiana, il "Bremen Polar Club" abbandonò il suo precedente obiettivo di esplorare ulteriormente le regioni polari, sia per i limitati fondi messi a disposizione dell'associazione dallo stato, sia perché le ispezioni nel Mare del Nord erano divenute sempre meno interessanti per i membri dell'associazione, orientati più agli affari che alla ricerca scientifica. I mercanti della città di Brema iniziarono quindi a considerare maggiormente fruttuose le regioni subartiche dell'Asia, come ad esempio la foce del fiume Yenisei. Già nel 1875 lo svedese Adolf Erik Nordenskiöld si era guadagnato il merito di una prima spedizione in questa regione che aveva messo in luce la possibilità di circumnavigare a settentrione il continente asiatico, tracciando le prime rotte di collegamento tra l'Europa occidentale e la Siberia russa, così da poter raggiungere da questa posizione anche la Cina ed altri paesi dell'estremo oriente.
Grazie alla collaborazione dello studioso bremese Otto Finsch, il conte von Waldburg-Zeil organizzò una nuova spedizione alla foce dello Yenisei insieme ad Alfred Brehm, il quale a seguito di questo viaggio scrisse la sua opera più celebre dal titolo Brehms Tierleben. I collegamenti che von Waldburg-Zeil aveva con la corte dello zar russo tramite la regina Olga di Württemberg si rivelarono molto utili durante questo viaggio di ricerca e la spedizione riportò notevoli successi in termini scientifici ed etnografici. La città di Brema, che aveva già fondato la Società Geografica a Brema nel gennaio del 1877, pensò di sfruttare questi successi per l'organizzazione di un nuovo viaggio per quello stesso anno, tentando l'impresa di una navigazione a bordo del piroscafo Frase dal Weser sino al Yenisei.

#### Siberia
L'ultima grande spedizione effettuata da Karl von Waldburg-Zeil fu quella con la società di Ludwig Knoop di Brema che aveva intrapreso diversi viaggi commerciali tra il Weser e lo Yenisei dopo la sua scoperta. Il conte finanziò una nuova spedizione in Siberia per esplorare più approfonditamente la rotta marittima subpolare libera dai ghiacci che era già stata scoperta da Nordenskjöld. Il viaggio, intrapreso nel 1881, portò però a scarsi risultati per la grande presenza di pesanti barriere di ghiaccio che bloccavano in più punti il percorso. Si scoprì nel frattempo che Nordenskjöld aveva potuto compiere l'impresa grazie ad un'estate particolarmente calda che aveva sciolto buona parte dei ghiacci presenti nell'area.

### Gli ultimi anni

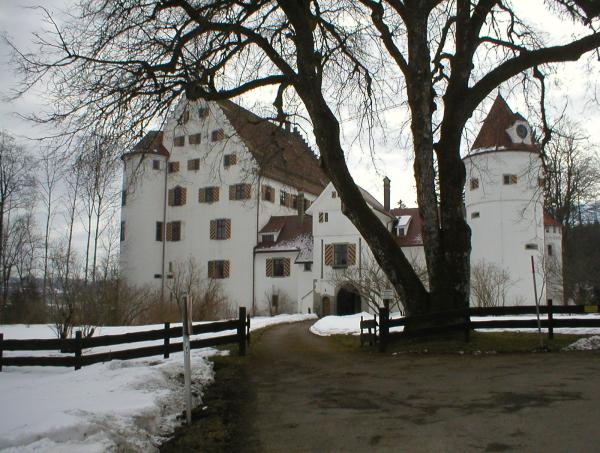
Il castello di Syrgenstein che Karl acquistò al termine delle sue spedizioni

Nel 1876, al suo ritorno dal suo primo viaggio in Siberia, Karl von Waldburg-Zeil conobbe sua cugina Marie Eugenie Sophie von Waldburg-Wurzach, figlia del principe Eberhard II von Waldburg-Wurzach; molto più giovane di lui, Marie Eugenie accettò di sposarlo solo dopo un lungo corteggiamento. E si sposarono  quando Karl tornò dalla sua seconda spedizione nel 1882.
Nel 1879, Karl venne eletto membro dell'Accademia Leopoldina. Dopo il matrimonio, la coppia acquistò il castello di Syrgenstein (risalente al XII secolo) ed il re di Baviera, in merito alle sue importanti scoperte e al valore dimostrato, gli concesse il titolo di conte di Waldburg-Syrgenstein, col permesso di fondare un ramo ulteriore della famiglia dei Waldburg-Zeil dalla quale proveniva. Però il matrimonio rimase senza eredi e il nuovo ramo della famiglia terminò appena otto anni dopo, con la morte dello stesso conte, nel 1890.

## Ascendenza
|                                                                |                             |                                                                                                  | Genitori                                           |  |  | Nonni |  |  | Bisnonni                                                             |  |  | Trisnonni                                |  |
|                                                                |                             |                                                                                                  |                                                    |  |  |       |  |  | Maximilian von Waldburg-Zeil-Trauchburg, I principe di Waldburg-Zeil |  |  | Franz Anton von Waldburg-Zeil-Trauchburg |  |
|                                                                |                             |                                                                                                  |                                                    |  |  |       |  |  | Maximilian von Waldburg-Zeil-Trauchburg, I principe di Waldburg-Zeil |  |  | Franz Anton von Waldburg-Zeil-Trauchburg |  |
|                                                                |                             | Maria Anna zu Waldburg                                                                           |                                                    |  |  |       |  |  | Maximilian von Waldburg-Zeil-Trauchburg, I principe di Waldburg-Zeil |  |  |                                          |  |
| Franz Thaddäus von Waldburg-Zeil, II principe di Waldburg-Zeil |                             |                                                                                                  |                                                    |  |  |       |  |  | Maximilian von Waldburg-Zeil-Trauchburg, I principe di Waldburg-Zeil |  |  |                                          |  |
|                                                                |                             | Maria von Hornstein zu Weiterdingen                                                              | Leopold Thaddäus von Hornstein zu Weiterdingen     |  |  |       |  |  |                                                                      |  |  |                                          |  |
|                                                                |                             | Maria von Hornstein zu Weiterdingen                                                              | Leopold Thaddäus von Hornstein zu Weiterdingen     |  |  |       |  |  |                                                                      |  |  |                                          |  |
|                                                                |                             | Maria von Hornstein zu Weiterdingen                                                              | Maria Anna von Welsperg zu Raitenau und Primör     |  |  |       |  |  |                                                                      |  |  |                                          |  |
| Constantin von Waldburg-Zeil, III principe di Waldburg-Zeil    |                             | Maria von Hornstein zu Weiterdingen                                                              |                                                    |  |  |       |  |  |                                                                      |  |  |                                          |  |
|                                                                |                             | Dominik Constantin zu Löwenstein-Wertheim-Rochefort, I principe di Löwenstein-Wertheim-Rosenberg | Theodor Alexander zu Löwenstein-Wertheim-Rochefort |  |  |       |  |  |                                                                      |  |  |                                          |  |
|                                                                |                             | Dominik Constantin zu Löwenstein-Wertheim-Rochefort, I principe di Löwenstein-Wertheim-Rosenberg | Theodor Alexander zu Löwenstein-Wertheim-Rochefort |  |  |       |  |  |                                                                      |  |  |                                          |  |
|                                                                |                             | Dominik Constantin zu Löwenstein-Wertheim-Rochefort, I principe di Löwenstein-Wertheim-Rosenberg | Luise von Leiningen-Dachsburg-Hartenburg           |  |  |       |  |  |                                                                      |  |  |                                          |  |
| Christiane Polyxene zu Löwenstein-Wertheim-Rosenberg           |                             | Dominik Constantin zu Löwenstein-Wertheim-Rochefort, I principe di Löwenstein-Wertheim-Rosenberg |                                                    |  |  |       |  |  |                                                                      |  |  |                                          |  |
|                                                                |                             | Leopoldine zu Hohenlohe-Bartenstein                                                              | Ludwig Leopold zu Hohenlohe-Bartenstein            |  |  |       |  |  |                                                                      |  |  |                                          |  |
|                                                                |                             | Leopoldine zu Hohenlohe-Bartenstein                                                              | Ludwig Leopold zu Hohenlohe-Bartenstein            |  |  |       |  |  |                                                                      |  |  |                                          |  |
|                                                                |                             | Leopoldine zu Hohenlohe-Bartenstein                                                              | Polyxena von Limburg-Stirum                        |  |  |       |  |  |                                                                      |  |  |                                          |  |
| Karl von Waldburg-Zeil                                         |                             | Leopoldine zu Hohenlohe-Bartenstein                                                              |                                                    |  |  |       |  |  |                                                                      |  |  |                                          |  |
|                                                                | Otto Wilhelm von Quadt-Isny | Wilhelm Otto Friedrich von Quadt-Isny                                                            |                                                    |  |  |       |  |  |                                                                      |  |  |                                          |  |
|                                                                | Otto Wilhelm von Quadt-Isny | Wilhelm Otto Friedrich von Quadt-Isny                                                            |                                                    |  |  |       |  |  |                                                                      |  |  |                                          |  |
|                                                                | Otto Wilhelm von Quadt-Isny | Anna van Bylandt                                                                                 |                                                    |  |  |       |  |  |                                                                      |  |  |                                          |  |
| Wilhelm Otto von Quadt-Isny                                    | Otto Wilhelm von Quadt-Isny |                                                                                                  |                                                    |  |  |       |  |  |                                                                      |  |  |                                          |  |
|                                                                |                             | Dorothea Charlotte van Neukirchen                                                                | Johan Gijsbert Ludolf Adriaan von Neukirchen       |  |  |       |  |  |                                                                      |  |  |                                          |  |
|                                                                |                             | Dorothea Charlotte van Neukirchen                                                                | Johan Gijsbert Ludolf Adriaan von Neukirchen       |  |  |       |  |  |                                                                      |  |  |                                          |  |
|                                                                |                             | Dorothea Charlotte van Neukirchen                                                                | Seina Margaretha van Wijhe                         |  |  |       |  |  |                                                                      |  |  |                                          |  |
| Maximiliane von Quadt-Isny                                     |                             | Dorothea Charlotte van Neukirchen                                                                |                                                    |  |  |       |  |  |                                                                      |  |  |                                          |  |
|                                                                |                             | Friedrich Michael von Thurn und Valsassina                                                       | Joseph Leodegar von Thurn und Valsassina           |  |  |       |  |  |                                                                      |  |  |                                          |  |
|                                                                |                             | Friedrich Michael von Thurn und Valsassina                                                       | Joseph Leodegar von Thurn und Valsassina           |  |  |       |  |  |                                                                      |  |  |                                          |  |
|                                                                |                             | Friedrich Michael von Thurn und Valsassina                                                       | Maria Franziska von Baden                          |  |  |       |  |  |                                                                      |  |  |                                          |  |
| Maria Anna von Thurn und Valsassina                            |                             | Friedrich Michael von Thurn und Valsassina                                                       |                                                    |  |  |       |  |  |                                                                      |  |  |                                          |  |
|                                                                |                             | Johanna Ungelter von Deissenhausen                                                               | Joseph Ungelter von Deissenhausen                  |  |  |       |  |  |                                                                      |  |  |                                          |  |
|                                                                |                             | Johanna Ungelter von Deissenhausen                                                               | Joseph Ungelter von Deissenhausen                  |  |  |       |  |  |                                                                      |  |  |                                          |  |
|                                                                |                             | Johanna Ungelter von Deissenhausen                                                               | Maximiliana von Stotzingen                         |  |  |       |  |  |                                                                      |  |  |                                          |  |
|                                                                |                             | Johanna Ungelter von Deissenhausen                                                               |                                                    |  |  |       |  |  |                                                                      |  |  |                                          |  |